# Michael Hinz (Wirtschaftswissenschaftler)
Michael Hinz (* 1962) ist ein deutscher Wirtschaftswissenschaftler.

## Leben
Nach dem Studium der Wirtschaftswissenschaft an der Ruhr-Universität Bochum (Diplom-Ökonom) mit den Schwerpunkten Betriebliches Rechnungswesen und Unternehmensbesteuerung, der Promotion 1993 und der Habilitation 2002 an der FernUniversität in Hagen ist er seit 2008 Professor für Betriebswirtschaftslehre – Internationale Rechnungslegung und Wirtschaftsprüfung an der TU Chemnitz.
Seine Forschungsschwerpunkte sind Aussagegehalt und Aussagegrenzen der externen Rechnungslegung, Konzeption und Anwendung internationaler Rechnungslegungsnormen, Rechnungslegungspolitik und -analyse, Rechnungslegung und Kapitalmarkt Prüfungswesen.

## Schriften (Auswahl)
- Grundlagen der Unternehmensbesteuerung. Herne 1993, ISBN 3-482-46521-5.
- Sachverhaltsgestaltungen im Rahmen der Jahresabschlusspolitik. Düsseldorf 1994, ISBN 3-8021-0600-8.
- Der Konzernabschluss als Instrument zur Informationsvermittlung und Ausschüttungsbemessung. Wiesbaden 2002, ISBN 3-8244-9103-6.
- Rechnungslegung nach IFRS. Konzept, Grundlagen und erstmalige Anwendung. München 2004, ISBN 3-8006-3080-X.